# Sergi de Capadòcia
Sergi de Capadòcia (mort a Cesarea de Capadòcia, 304) va ser un monjo i màrtir durant la persecució de Dioclecià.

## Llegenda
No se sap res de la seva vida. La tradició narrada posteriorment sobre el seu martiri, diu que anualment se celebraven a Cesarea unes festes en honor de Júpiter. L'any 304 va arribar-hi des de Roma un nou governador d'Armènia i Capadòcia, Saprici. L'emperador Dioclecià l'havia encarregat de la persecució de les comunitats cristianes de Capadòcia, que cada cop eren més nombroses.
Sergi, un ancià que s'havia convertit al cristianisme per dur una vida d'eremita, es va atansar al governador Saprici i li va retreure que estigués retent homenatge a aquells déus. Aleshores, Sergi va resar una pregària i, a l'instant, les imatges romanes es van esquerdar i els focs dels sacrificis es van apagar miraculosament. Saprici, creient que Sergi havia ofès els déus, el va arrestar i, després de jutjar-lo, el va condemnar a mort. El van torturar i finalment el van decapitar.
Es diu que els cristians van recollir el seu cos i el van enterrar a casa d'una dona piadosa. Una llegenda molt posterior narra que el cos va ser traslladat a Badalona.
La seva festa se celebra el 24 de febrer.

## Llegenda de Sant Sergi de Badalona
Tradicions posteriors, sense fonament històric, han relacionat el sant amb la llegenda del fictici Anastasi de Lleida, fent-lo company seu i màrtir a Badalona. va ser soterrat a la ciutat, on després hi hauria el monestir de Sant Sergi de Pomar, suposadament existent abans de l'arribada dels àrabs, però del que tampoc no es coneix cap constància documental.
L'única font que cita això és la Topographia de Primus Cabilonensis, de 1450, que, en parlar de Badalona, diu: «Hic jacet S. Sergius in suo monasterio martyr». No indica que fos martiritzat a Badalona, per la qual cosa podria, si fos certa l'existència de les relíquies, tractar-se d'una translació de les restes del sant mort a Cesarea. A partir d'aquesta cita, altres historiadors o falsificadors, com l'autor de la falsa crònica de Dextre, al segle xvi, van crear la figura del Sant Sergi de Badalona company d'Anastasi i màrtir a la ciutat. Alguns martirologis el citen, assignant com a festivitat el 24 de febrer, coincidint amb la festivitat de Sergi de Capadòcia i refermant la possibilitat que es tractés d'aquest sant i no d'un altre.
En originar-se tota la tradició en una citació del segle xv que parteix de l'existència d'un temple inexistent, el més probable és que es tracti d'un error de transcripció o de lectura de la font que va utilitzar Primus Cabilonensis.